# Lodo Mondadori
Il lodo Mondadori è un episodio della cosiddetta guerra di Segrate, uno scontro giudiziario-finanziario tra due imprenditori italiani, Silvio Berlusconi e Carlo De Benedetti, per il possesso della casa editrice italiana Arnoldo Mondadori Editore.
Per estensione, l'espressione viene utilizzata anche per indicare tutta la successiva vicenda giudiziaria riguardante il pagamento di tangenti per ottenere un lodo favorevole alla parte di Berlusconi; il processo che è scaturito dalla vicenda ha infatti visto tra gli imputati lo stesso Berlusconi e i suoi più stretti collaboratori, tra cui Cesare Previti. La vicenda giudiziaria venne riunita nel 2002 al processo IMI/SIR.

## Storia

### Le partecipazioni societarie

Luca Formenton con Silvio Berlusconi e Leonardo Mondadori.

Nella primavera del 1984, CIR - Compagnie Industriali Riunite di Carlo De Benedetti diventa socio di maggioranza della Arnoldo Mondadori Editore. Nello stesso periodo, Silvio Berlusconi inizia ad acquisire quote consistenti della società editrice, rimanendo tuttavia socio di minoranza, e nel corso dell'anno diventa comproprietario, assieme alla Mondadori (50% ciascuno), del canale televisivo Rete 4.
Nel 1987 muore Mario Formenton, presidente della Mondadori e gestore della casa editrice dopo la morte di Arnoldo Mondadori (1971) e l'estromissione dall'azienda di Giorgio Mondadori (1976), figlio di Arnoldo. Si apre così un periodo di contrasti per la successione nella gestione dell'azienda di famiglia tra le due figlie di Arnoldo. La prima figlia, Cristina, vedova di Mario Formenton, ha il figlio primogenito, Luca impegnato in azienda e la seconda figlia, Laura, ha anch'essa il primo figlio attivo in azienda, Leonardo.
Nel 1988 Silvio Berlusconi acquisisce le azioni di Leonardo Mondadori e quindi la Mondadori è in mano a tre soggetti: la Fininvest di Silvio Berlusconi, la CIR di Carlo De Benedetti e la famiglia Formenton. Carlo De Benedetti, che era stato socio e amico di Mario Formenton, nel frattempo aveva convinto la famiglia Formenton, non interessata alla gestione della Mondadori, a stipulare un  contratto per la vendita delle azioni dell'azienda in loro possesso che prevedeva il passaggio di tali quote alla CIR entro il 30 gennaio 1991 ma nel novembre 1989 la famiglia Formenton cambia idea consentendo a Berlusconi di insediarsi come nuovo presidente della società il 25 gennaio 1990; De Benedetti protesta, forte dell'accordo sottoscritto pochi mesi prima con i Formenton.
I vari schieramenti non trovano un accordo e decidono quindi di ricorrere a un lodo arbitrale per stabilire se il contratto fra i Formenton e De Benedetti dovesse avere corso o se i Formenton potessero vendere le proprie quote alla Fininvest.

Carlo De Benedetti, Carlo Caracciolo ed Eugenio Scalfari.

### Il lodo arbitrale
Viene quindi organizzato un lodo nel quale viene chiamato a decidere un collegio di tre arbitri, scelti di comune accordo da De Benedetti, i Formenton-Mondadori e la Corte di cassazione, costituito da Pietro Rescigno (designato dalla CIR), Natalino Irti (scelto dai Formenton Mondadori) e Carlo Maria Pratis, procuratore generale della Repubblica presso la Cassazione (designato dal primo presidente della Corte di Cassazione).
Il verdetto viene emesso il 20 giugno 1990 sancendo che l'accordo tra De Benedetti e i Formenton è ancora valido a tutti gli effetti e le azioni Mondadori devono tornare alla CIR; De Benedetti ha quindi il controllo del 50,3% del capitale ordinario e del 79% delle azioni privilegiate della Mondadori. Come conseguenza Silvio Berlusconi lascia la presidenza di Mondadori insieme ai suoi dirigenti Fininvest che vengono sostituiti da quelli di De Benedetti (Carlo Caracciolo, Antonio Coppi e Corrado Passera).

### Il ricorso alla Corte d'appello di Roma
Berlusconi e i Formenton tuttavia non desistono e impugnano il lodo arbitrale davanti alla Corte di appello di Roma, la quale stabilisce che a occuparsi del caso sarà la I sezione civile presieduta da Arnaldo Valente, il giudice Giovanni Paolini e il giudice relatore Vittorio Metta. La sentenza viene depositata e resa pubblica il 24 gennaio 1991, dopo 10 giorni di camera di consiglio e stabilisce che una parte dei patti dell'accordo del 1988 tra i Formenton e la CIR è in contrasto con la disciplina delle società per azioni e di conseguenza è da considerarsi nullo l'intero accordo e quindi anche il lodo arbitrale. La sentenza annulla il precedente verdetto e consegna nuovamente le azioni della Mondadori in mano alla Fininvest.

### L'intervento politico
Nonostante il successo giudiziario, le cose si complicano per Berlusconi quando i direttori e i dipendenti di alcuni giornali si ribellano al nuovo proprietario; nella vicenda interviene il presidente del consiglio dei ministri dell'epoca, Giulio Andreotti, che convoca le parti e le invita a trovare un accordo di transazione.
Come mediatore tra le parti, Carlo Caracciolo, con il placet di Andreotti, chiama l'imprenditore ed editore Giuseppe Ciarrapico. Ciarrapico riesce quindi a raggiungere un accordo secondo il quale la Repubblica, L'Espresso e alcuni quotidiani e periodici locali tornano alla CIR, mentre Panorama, Epoca e tutto il resto della Mondadori restano alla Fininvest, che riceve 365 miliardi di lire come conguaglio per la cessione delle testate all'azienda di Carlo De Benedetti.

### Il processo per corruzione
In seguito ad alcune dichiarazioni della teste Stefania Ariosto, nel 1995 la magistratura cominciò a indagare sulla sentenza. Stefania Ariosto dichiarò che sia il giudice Arnaldo Valente che il giudice Vittorio Metta erano amici intimi di Cesare Previti, avvocato della Fininvest, e frequentavano la sua casa. Inoltre testimoniò di aver sentito Previti parlare di tangenti a giudici romani. La magistratura rintracciò dei movimenti di denaro dalla Fininvest ai conti esteri degli avvocati della Fininvest e da questi al giudice Metta.
Le indagini si concentrarono sui movimenti di una società offshore di Silvio Berlusconi, la All Iberian la quale, il 14 febbraio 1991, aveva emesso un bonifico di 2.732.868 dollari americani (circa 3 miliardi di lire italiane) sul conto chiamato Mercier di Cesare Previti e, il 26 febbraio, un altro bonifico di 1 miliardo e mezzo sul conto Careliza Trade di Giovanni Acampora, anch'egli avvocato Fininvest il quale, il 1º ottobre bonificò 425 milioni a Previti, che li stornò in due operazioni (l'11 e il 16 ottobre) sul conto di Attilio Pacifico, un altro avvocato della Fininvest. Pacifico prelevò poi 400 milioni in contanti il 15 e il 17 ottobre, e li fece recapitare in Italia a un destinatario ignoto che, secondo l'accusa, era Vittorio Metta. Il giudice Metta nei mesi successivi dimostrò un'enorme liquidità acquistando e ristrutturando un appartamento e comprando una nuova auto con denaro contante (circa 400 milioni). Poi si dimise dalla magistratura; iniziò a collaborare come avvocato, insieme alla figlia Sabrina, nello studio di Cesare Previti. Previti parlò di quei tre miliardi di lire definendoli come semplici servizi e prestazioni professionali che avrebbe svolto in qualità di avvocato di Fininvest. Metta si difese asserendo di aver ricevuto un'importante somma di denaro in eredità.

## Le vicende giudiziarie collegate

### Il processo Lodo Mondadori
Udienza preliminare (19 giugno 2000)
Il GUP di Milano Rosario Lupo proscioglie Berlusconi, Previti, Pacifico, Metta e Acampora perché il fatto non sussiste. La procura impugna il proscioglimento.
Appello avverso il proscioglimento, 25 giugno 2001
La quinta sezione della Corte d'Appello conferma il proscioglimento per Berlusconi, ma con la diversa formula dell'intervenuta prescrizione; annulla la sentenza per Previti, Pacifico, Metta e Acampora, i quali sono così rinviati a giudizio.
Cassazione, novembre 2001
La Cassazione conferma il proscioglimento di Berlusconi per intervenuta prescrizione.
La riunione al processo IMI-SIR
Il 28 maggio 2002 viene disposta la riunione col processo IMI-SIR.

### Il processo IMI-SIR
26 novembre 1999
Il GUP di Milano rinvia a giudizio Cesare Previti, Attilio Pacifico, Vittorio Metta, Giovanni Acampora, Renato Squillante, Filippo Verde, Primarosa Battistella e Felice Rovelli.
11 maggio 2000
Ha inizio il processo dinanzi al tribunale in composizione collegiale (presidente Paolo Enrico Carfì, consiglieri Enrico Consolandi e Maria Luisa Balzarotti).
14 luglio 2000
Stralcio per Giovanni Acampora, che, limitatamente alla vicenda IMI-SIR, sceglie il rito abbreviato. Per tale vicenda, il 20 luglio 2001 verrà condannato a 6 anni di reclusione, ridotta a 5 in appello il 10 maggio 2004. Per la vicenda Mondadori il processo procede nelle forme ordinarie.
Sentenza di I grado, 29 aprile 2003
Il Tribunale condanna:
- Cesare Previti - 11 anni di reclusione
- Attilio Pacifico - 11 anni
- Vittorio Metta - 13 anni
- Giovanni Acampora (limitatamente alla vicenda Mondadori, essendosi proceduto a stralcio per la vicenda IMI-SIR) - 5 anni e 6 mesi.
- Renato Squillante: 8 anni, 6 mesi
- Primarosa Battistella: 4 anni
- Felice Rovelli: 6 anni

Assolve Filippo Verde perché il fatto non sussiste.
Appello, 7 gennaio 2005
Inizia il processo di Appello dinanzi alla seconda sezione della Corte di Appello di Milano (presidente Roberto Pallini, consiglieri Marta Malacarne e Sergio Piccinni Leopardi)
Sentenza di appello, 23 maggio 2005
Per la parte relativa al processo Mondadori tutti gli imputati sono assolti "perché il fatto non sussiste"; per la vicenda Imi/Sir sono emesse le seguenti condanne:
- Previti - 7 anni
- Pacifico - 7 anni
- Metta - 6 anni
- Squillante - 5 anni
- Battistella - 2 anni
- Rovelli - 3 anni

Cassazione, 4 maggio 2006
Le sentenze di assoluzione pronunciate per il processo Mondadori sono annullate con rinvio ad altra sezione della Corte d'appello di Milano.
Quanto alla vicenda IMI/SIR:
- Previti - 6 anni (pena rideterminata, essendo annullata la sentenza limitatamente alla corruzione di Squillante)
- Pacifico - 6 anni (pena rideterminata come sopra)
- Metta - confermata la condanna a 6 anni
- Squillante - sentenza annullata perché il fatto non sussiste
- Battistella - sentenza annullata perché il fatto non costituisce reato
- Rovelli - sentenza annullata per intervenuta prescrizione

Appello (processo Mondadori), 23 febbraio 2007
La sentenza dispose:
- Cesare Previti (avvocato Fininvest): accusato di corruzione giudiziaria, condannato a 1 anno e 6 mesi.
- Attilio Pacifico (avvocato Fininvest): accusato di corruzione giudiziaria, condannato a 1 anno e 6 mesi.
- Giovanni Acampora (avvocato Fininvest): accusato di corruzione giudiziaria, condannato a 1 anno e 6 mesi.
- Vittorio Metta (ex giudice): corruzione, condannato a 2 anni e 8 mesi.

Cassazione, 2007
- Previti, Pacifico e Acampora - 1 anno e 6 mesi
- Metta - 2 anni e 9 mesi

### L'azione legale civile
Non riguarda direttamente la corruzione e le tangenti, bensì il danno economico derivante dal fatto che il lodo è stato da esse viziato: è dunque logica conseguenza della condanna in cassazione del 2007.
Il 3 ottobre 2009 viene emessa la sentenza di primo grado: la Fininvest di Berlusconi deve risarcire 749.995.611,93 euro alla CIR di De Benedetti per «danno patrimoniale da perdita di opportunità di un giudizio imparziale». Il giudice Raimondo Mesiano, autore della sentenza, scrive che «[...] deve rilevarsi che se è vero che la Corte d'Appello di Roma emise una sentenza, a parere di questo ufficio, indubbiamente ingiusta come frutto della corruzione di Metta, nessuno può dire in assoluto quale sarebbe stata la decisione che un collegio nella sua totalità incorrotto avrebbe emesso [...]» e ancora «[...] Proprio per questo, appare più aderente alla realtà del caso in esame determinare concettualmente il danno subito da Cir come "danno da perdita di opportunità di un giudizio imparziale": vale a dire, posto che nessuno sa come avrebbe deciso una Corte incorrotta, certamente è vero che la corruzione del giudice Metta privò la CIR dell'opportunità di ottenere da quella corte una decisione favorevole [...]».
Il 15 ottobre il giudice Mesiano è oggetto di un servizio trasmesso dal programma di attualità Mattino 5, in onda sulla rete Mediaset Canale 5, che scatena molte polemiche.
Nel marzo 2010 la Corte d'appello di Milano rileva che il giudice Raimondo Mesiano aveva condannato la Fininvest senza avvalersi di un parere da parte di un consulente tecnico d'ufficio. Dispone quindi una perizia. Viene nominato un pool di consulenti, composto dal professor Luigi Guatri (ex rettore dell'Università Bocconi), da Maria Martellini (ex-docente di Economia e gestione delle imprese all'Università degli Studi di Brescia), e da Giorgio Pellicelli (professore ordinario alla Facoltà di economia nell'Università degli Studi di Torino). I periti sono incaricati di stabilire "se e quali variazioni dei valori delle società e delle aziende oggetto di scambio fra le parti, siano intervenute tra il giugno del 1990 e l'aprile del 1991, con riguardo agli andamenti economici delle stesse e [all']evoluzione dei mercati dei settori di riferimento".
Il 22 settembre 2010 viene depositata la consulenza tecnica d'ufficio. Gli esperti, dopo aver evidenziato un "errore" di calcolo, ricalcolano il danno riducendolo. Dalla perizia depositata risulta che il danno subito da CIR in occasione dell'accordo dell'aprile 1991 per la spartizione dei beni di Mondadori, Espresso e Repubblica è più basso del 30-35% rispetto a quello indicato nella sentenza di primo grado.
Il 9 luglio 2011 la Corte d'Appello di Milano emette la sentenza relativa al processo d'appello. I giudici confermano la condanna, espressa in primo grado, al risarcimento da parte di Fininvest dei danni economici per mancata possibilità subiti dalla CIR in seguito alla sentenza della Corte d'Appello di Roma e al seguente lodo arbitrale. La cifra stabilita per il risarcimento ammonta a 540 milioni di euro da pagare in data della sentenza di primo grado, più gli interessi scaturiti da tale data per un totale di 560 milioni. Rispetto alla sentenza di primo grado, la Corte d'Appello ha abbassato l'ammontare del risarcimento di 190 milioni. Dopo il ricorso della Fininvest, il 17 settembre 2013 la Cassazione ha stabilito che la somma definitiva di cui la Cir dovrà essere risarcita è di 494 000 000 €.
Nel luglio 2015, arriva un'altra sentenza da Cir per riconoscimento di danni «non patrimoniali» a favore della Cir. Il tribunale di Milano però questa volta condanna Fininvest a pagare "soltanto" 246.000 euro. Si chiude così in primo grado la sentenza bis davanti alla giudice Nadia dell'Arciprete, dove la Cir aveva chiesto altri 32 milioni di risarcimento, oltre ad altri 60 circa per interessi e spese legali. Questo procedimento era stato avviato nel dicembre 2013 dagli avvocati della Cir per ottenere il risarcimento dei danni non patrimoniali dal gruppo di Silvio Berlusconi e che si era concluso condannandolo a pagare 464 milioni.